# Rodrigo Cuba
Rodrigo Cuba (Lima, 17 maggio 1992) è un calciatore peruviano, difensore dell'Univ. San Martín.